# Francisco José Presedo Velo
Francisco José Presedo Velo (Betanzos, 1923 - Sevilha, 2000).
Catedrático de História Antiga na Universidade de Sevilha, descobriu a dama de Baza, um dos expoentes máximos da escultura ibérica pré-romana. Essa obra foi encontrada no túmulo número 155 da necrópole de Baza, Granada, em 1971.